# Hanson (musikgrupp)

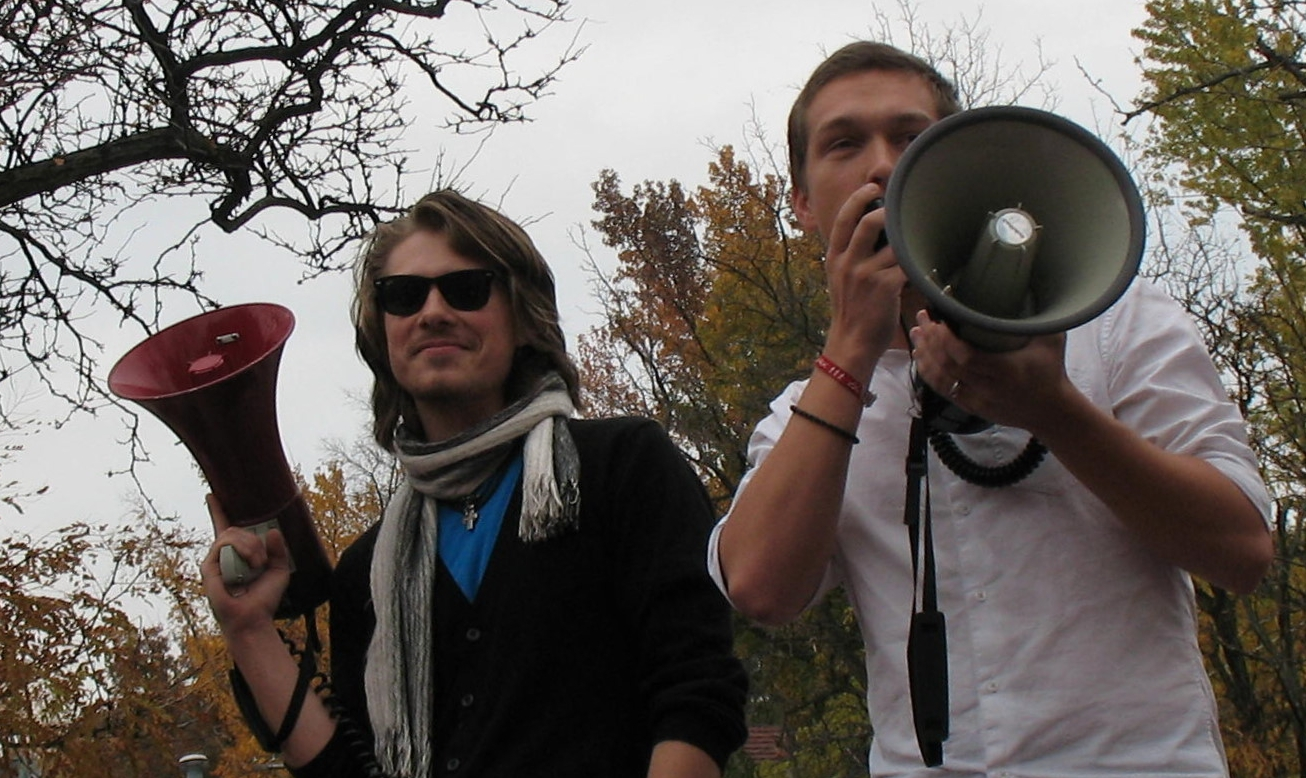
Taylor och Isaac Hanson 2007.

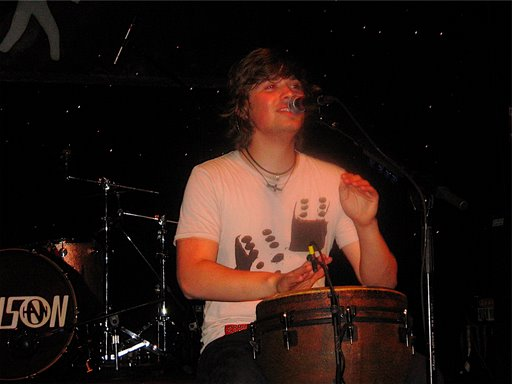
Zac Hanson

Hanson är ett pop/rockband från Tulsa, Oklahoma, USA. Bandet bildades i början av 1990-talet och består av bröderna Isaac Hanson (född 17 november 1980), Taylor Hanson (född 14 mars 1983) och Zachary Hanson (född 22 oktober 1985). De är mest kända för sin hitlåt MMMBop från plattan Middle of Nowhere från 1997.

## Karriär

### Sammanfattning
Hanson slog igenom med albumet Middle of Nowhere, som kom ut den 6 maj 1997. Skivan såldes i 10 miljoner exemplar runt om i världen, och debutsingeln MMMBop var listetta i 27 länder. Även flera efterföljande singlar från samma album nådde stor framgång och popularitet under slutet av 90-talet. Sammantaget har Hanson sålt över 16 miljoner skivor världen över och haft 8 topp 40-album och 6 topp 40-singlar i USA. Bandet har Grammy-nominerats tre gånger och trummisen Zac Hanson är historiens yngsta Grammy-nominerade musiker. Hanson är också ett av de yngsta banden i världen som har haft en #1-singel i Storbritannien och USA samtidigt, bara Michael Jackson har varit yngre.
Hanson har sedan genombrottet med Middle of Nowhere släppt ett flertal album fram till idag, varav de flesta på det egna skivbolaget 3CG Records som de grundade 2003. Senaste studioalbumet med titeln Red Green Blue släpptes 2022, och följdes av en omfattande världsturné där bandet bland annat besökte Sverige.

### Hanson Day
Den 6 maj - datumet då genombrottsalbumet Middle of Nowhere släpptes år 1997 - blev vid ett tillfälle utsedd till "Hanson Day" av borgmästaren i bandets hemstad Tulsa. Det hela var tänkt som en engångsföreteelse, men Hanson-fans har fortsatt att uppmärksamma 6 maj som Hanson Day genom åren och bandet har många gånger själva arrangerat speciella events i samband med denna dag.

## Dokumentär och eget skivbolag
Hanson har, tillsammans med regissören Ashley Greyson, gjort en dokumentärfilm med titeln Strong Enough to Break. Filmen berättar historien om bandets arbete med att göra skivan Underneath och skildrar framförallt de problem som då uppstod i relationen till deras dåvarande skivbolag Island Def Jam. Efter flera år av meningsskiljaktigheter och arbete utan resultat, bestämde sig Hanson till slut för att säga upp kontraktet med skivbolaget och starta sitt eget bolag. 3CG Records grundades år 2003 och året därpå släpptes albumet Underneath, som då blev en av världens mest framgångsrika självproducerade skivor. Som bäst nådde skivan #25 på Billboard 200 Album Chart och #1 på Billboard Independent Chart.

## Medlemmar
- Isaac Hanson - sång, elgitarr, akustisk gitarr, bas
- Taylor Hanson - sång, piano, keyboards, tamburin, trummor, gitarr
- Zachary Hanson - sång, trummor, piano, gitarr

## Diskografi

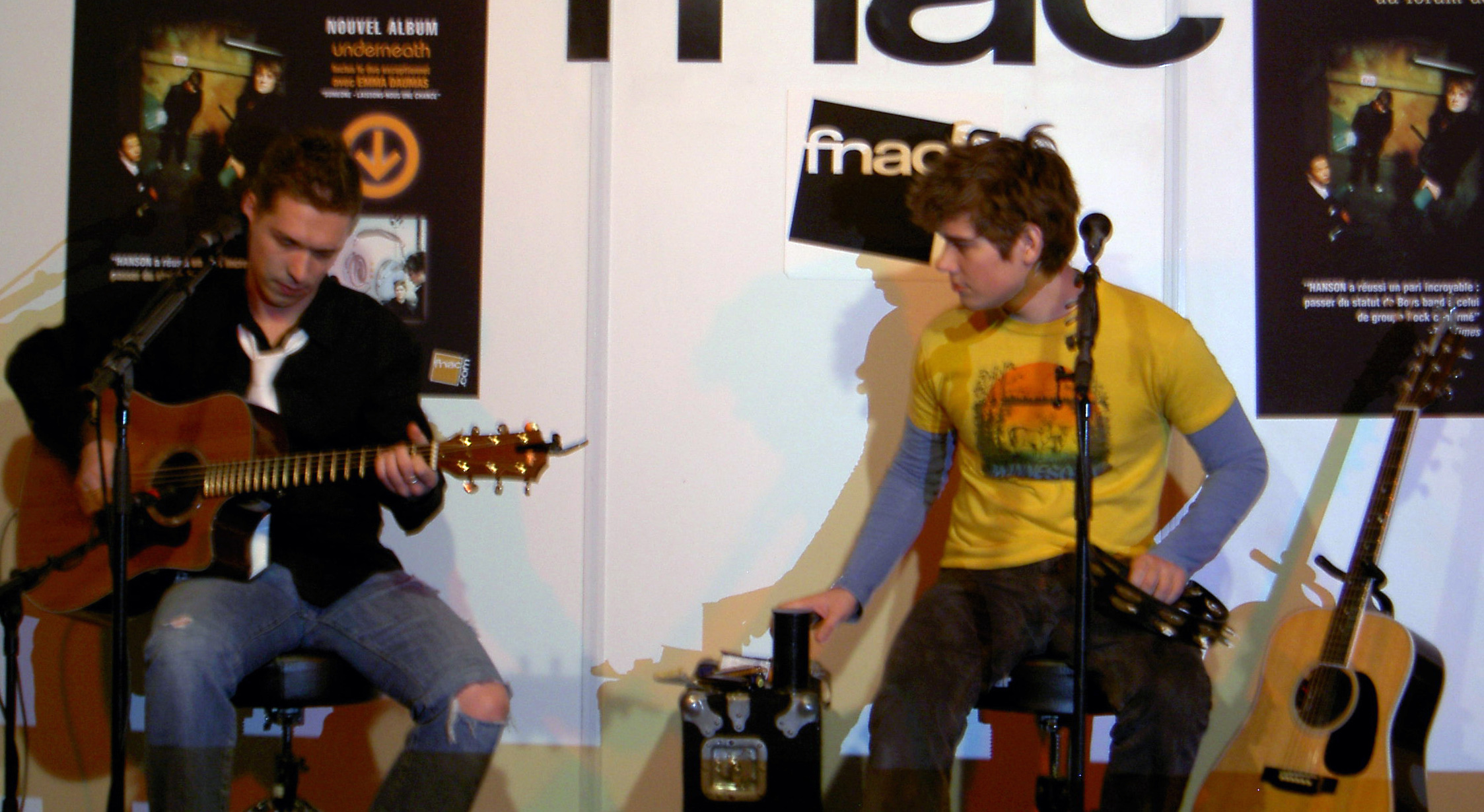
Isaac och Zac i Paris 2005

### Album
- Boomerang (1995)
- MMMBop (1996)
- Middle of Nowhere (1997)
- Snowed In (1997)
- 3 Car Garage (1998)
- Live from Albertane (1998)
- This Time Around  (2000)
- Underneath Acoustic EP (2003)
- Underneath (2004)
- The Best of Hanson: Live & Electric (2005)

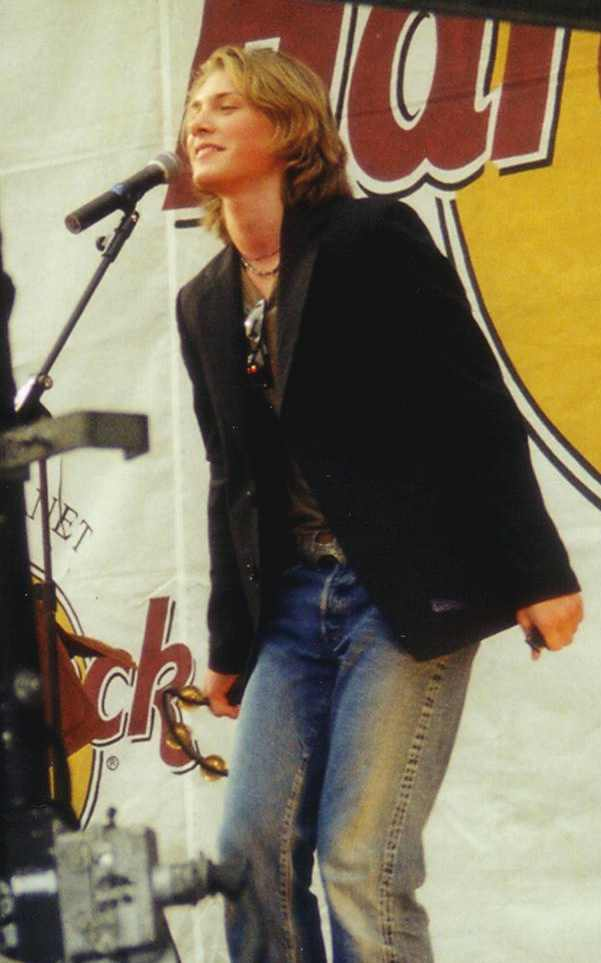
Taylor på konsert i Madrid år 2000.

- The Walk (2007)
- Stand Up, Stand Up EP  (2009)
- Shout It Out (2010)
- Anthem (2013)
- Finally It's Christmas (2017)
- String Theory (2018)
- Against the World (2021)
- Red Green Blue (2022)

### Singlar
- MMMBop (1997)
- Where's The Love (1997)
- I Will Come to You (1997)
- Thinking of You (1997)
- Weird (1998)
- If Only (2000)
- This Time Around (2000)
- Penny & Me (2005)
- Lost Without Each Other (2005)
- Great Divide (2006)
- Go (2007)
- Thinking 'Bout Somethin'  (2010)
- Give A Little  (2011)
- Get The Girl Back (2013)
- I Was Born (2017)
- Child At Heart (2022)
- Write You A Song (2022)
- Don't Let Me Down (2022)

## Filmografi
- Tulsa, Tokyo and The Middle of Nowhere (1997)
- The Road to Albertane (1998)
- At the Fillmore (2001)
- Underneath Acoustic Live (2004)
- Strong Enough to Break (2006)
- Taking the Walk (2008)
- Middle of Nowhere Acoustic DVD
- 5 of 5 (2010)
- Anthem Live In New York
- Re:Made in America (2013)

## Turnéer
- Albertane Tour (1998)
- This Time Around Tour (2000)
- Underneath Acoustic Tour (2003)
- Underneath Tour (2004)
- Live and Electric Tour (2005)
- The Walk Tour (2007)
- The Walk Around The World Tour (2008)
- Use Your Sole Tour (2009)
- Shout It Out Tour (2010)
- The Musical Ride Tour (2011)
- Shout It Out World Tour (2011-2012)
- Anthem World Tour (2013-2014)
- Roots & Rock 'N' Roll Tour (2015)
- Middle of Everywhere: 25th Anniversary Tour (2017)
- Finally, It's Christmas Tour (2017)
- String Theory Tour (2018-2019)
- Red Green Blue Tour (2022)

## Spelningar i Sverige
- December 1997: Café Opera, Stockholm (promo-spelning)
- 10 april 2000: Café Opera, Stockholm  (promo-spelning)
- 9 februari 2005: Lydmar Hotel, Stockholm  (promo-spelning)
- 13 april 2005: Klubben, Stockholm
- 10 juni 2022: Berns, Stockholm
- 13 juni 2022: Pustervik, Göteborg